# EcoRV
EcoRV je tip II restrikciona endonukleaza izolovana iz pojedinih vrsta Escherichia coli. Njegov alternativno ime je Eco32I. 
EcoRV je često korišteni restrikcioni enzim u molekulskoj biologiji. On formira tupe krajeve. Ovaj enzim prepoznaje palindromsku šestobaznu DNK sekvencu  i preseca oba lanca na istom mestu. Komplementarna sekvenca je . Nastali tupi krajevi se mogu se lako ligirati mada sa manjom efikasnošću od lepljivih krajeva.

## Struktura
Struktura ovog enzima, i nekoliko mutanta, u kompleksu sa DNK sekvencom koju preseca je kristalografski rešena.
Osnova enzima se sastoji od petolančene mešovite β-ravni flankirane α-heliksima. Osnova je konzervirana u svim drugim restrikcionim endonukleazama tipa II. Ovaj enzim sadrži N-terminalni dimerizacioni domen formiran od kratkog α-heliksa, dvolančane antiparalne ravni i dugačkog α-heliksa. Taj domen je prisutan samo u EcoRV i PvuII.

## Literatura
- Nicholas C. Price; Lewis Stevens (1999). Fundamentals of Enzymology: The Cell and Molecular Biology of Catalytic Proteins (Third изд.). USA: Oxford University Press. ISBN 019850229X.
- Eric J. Toone (2006). Advances in Enzymology and Related Areas of Molecular Biology, Protein Evolution (Volume 75 изд.). Wiley-Interscience. ISBN 0471205036.
- Branden C; Tooze J. Introduction to Protein Structure. New York, NY: Garland Publishing. ISBN 0-8153-2305-0.
- Irwin H. Segel. Enzyme Kinetics: Behavior and Analysis of Rapid Equilibrium and Steady-State Enzyme Systems (Book 44 изд.). Wiley Classics Library. ISBN 0471303097.
- William P. Jencks (1987). Catalysis in Chemistry and Enzymology. Dover Publications. ISBN 0486654605.